# Louise de Mérode

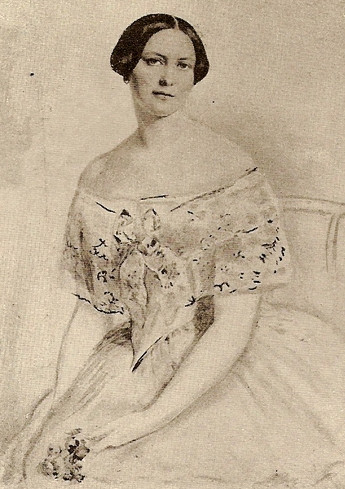
Louise de Mérode

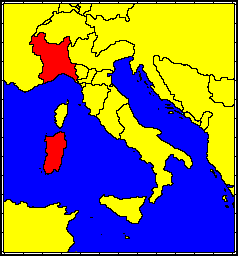
Koninkrijk Piëmont-Sardinië in de 19e eeuw

Louise Caroline Ghislaine de Mérode (Brussel, 22 mei 1819 - Turijn, 1 maart 1868) was een Belgische gravin van het huis Merode. Door haar huwelijk met Carlo Emanuele dal Pozzo, uit een adellijke familie van Piemont-Sardinië, werd zij prinses-gemalin della Cisterna y Belriguardo.

## Levensloop
Louise was een dochter van graaf Werner de Merode en gravin Victoria de Spangen d'Uyternesse (1799-1845). Zij leerde haar man, de Piëmontese edelman en politicus Carlo Emmanuele dal Pozzo, in Brussel kennen. Dal Pozzo leefde meer in Parijs en Brussel dan in Piëmont-Sardinië. Hij was, zoals andere Piëmontese edelen, verfranst. De huwelijksplechtigheid had plaats in Brussel (1846) in de Miniemenkerk. Het feest ging door in Loverval (Henegouwen), op een van de kastelen van de familie de Merode. Het was een dubbelhuwelijk: op dezelfde dag huwde haar zus Antoinette de Mérode met prins Karel III van Monaco.
Het koppel trok naar Turijn, hoofdstad van Piëmont-Sardinië. Het familiepaleis was na confiscatie door de staat, terug eigendom van Carlo Emmanuele dal Pozzo. Ze organiseerden de restauratiewerken en verbleven ondertussen in Rome en Toscane (1846-1848).
Het echtpaar had 2 dochters:
- Maria Victoria dal Pozzo (1847-1876), gehuwd met de Piëmontese hertog Amadeus, de latere koning van Spanje Amadeus I.
- Beatrice Giuseppa Antonia Luisa dal Pozzo (1851-1864)

Het koppel verbleef grotendeels in Parijs, omwille van de woelige politieke situatie in Turijn. Carlo del Pozzo behoorde tot de gematigde politici, dit wil zeggen noch reactionair-conservatief noch erg liberaal. In 1863 trouwde hun oudste dochter Maria Victoria met Amadeus, hertog van Aosta. Het jaar nadien (1864) verloor Louise zowel haar jongste dochter als haar man.
Kort nadien stierf Louise in het vernieuwde stadspaleis dal Pozzo in Turijn (1868). Ze zou niet meer meemaken dat haar dochter koningin van Spanje werd. Van 1871 tot 1873 waren immers Amadeus en Maria Victoria koning en koningin van Spanje.  

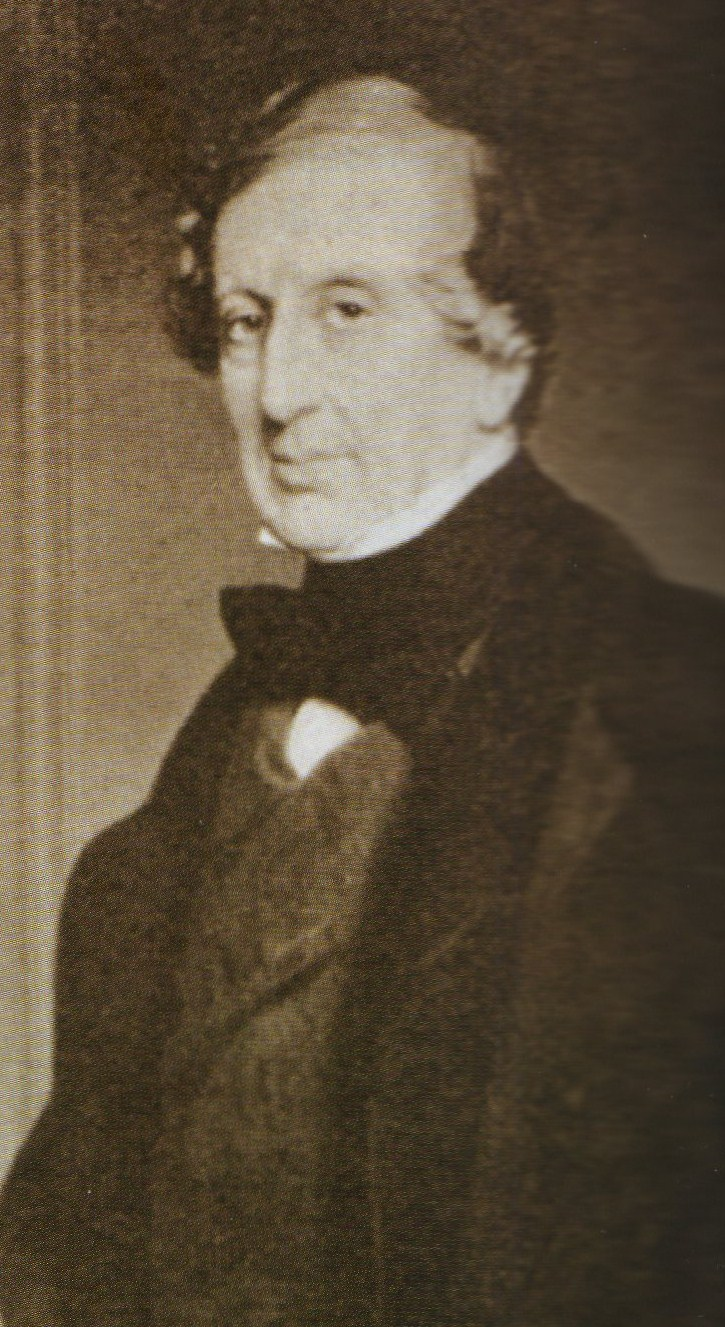
Haar man Carlo Emanuele dal Pozzo, 5e prins della Cisterna y Belriguardo
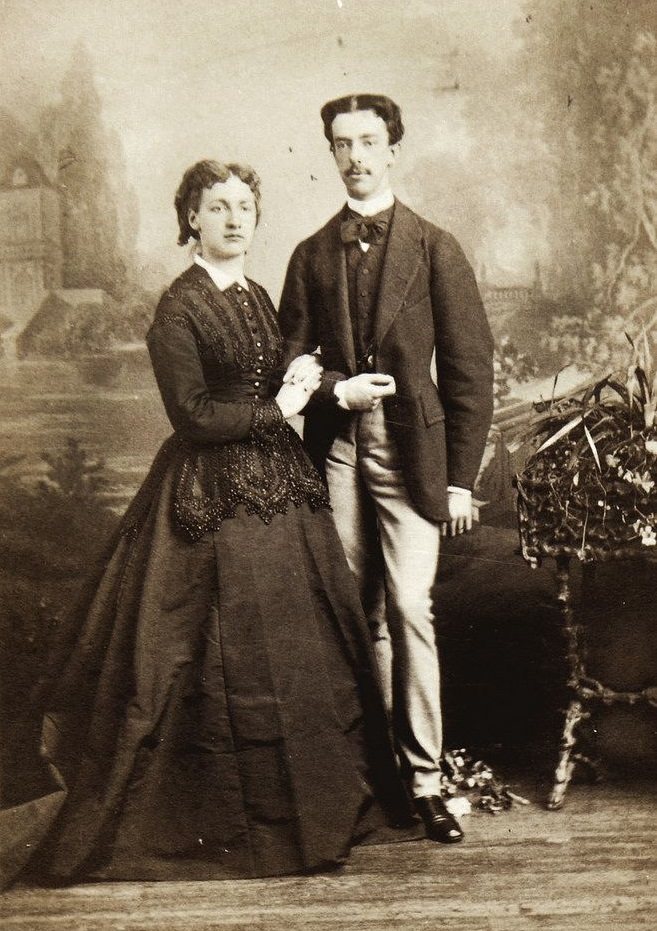
Het Spaanse vorstenpaar (1871-1873) Amadeus I en Maria Victoria dal Pozzo
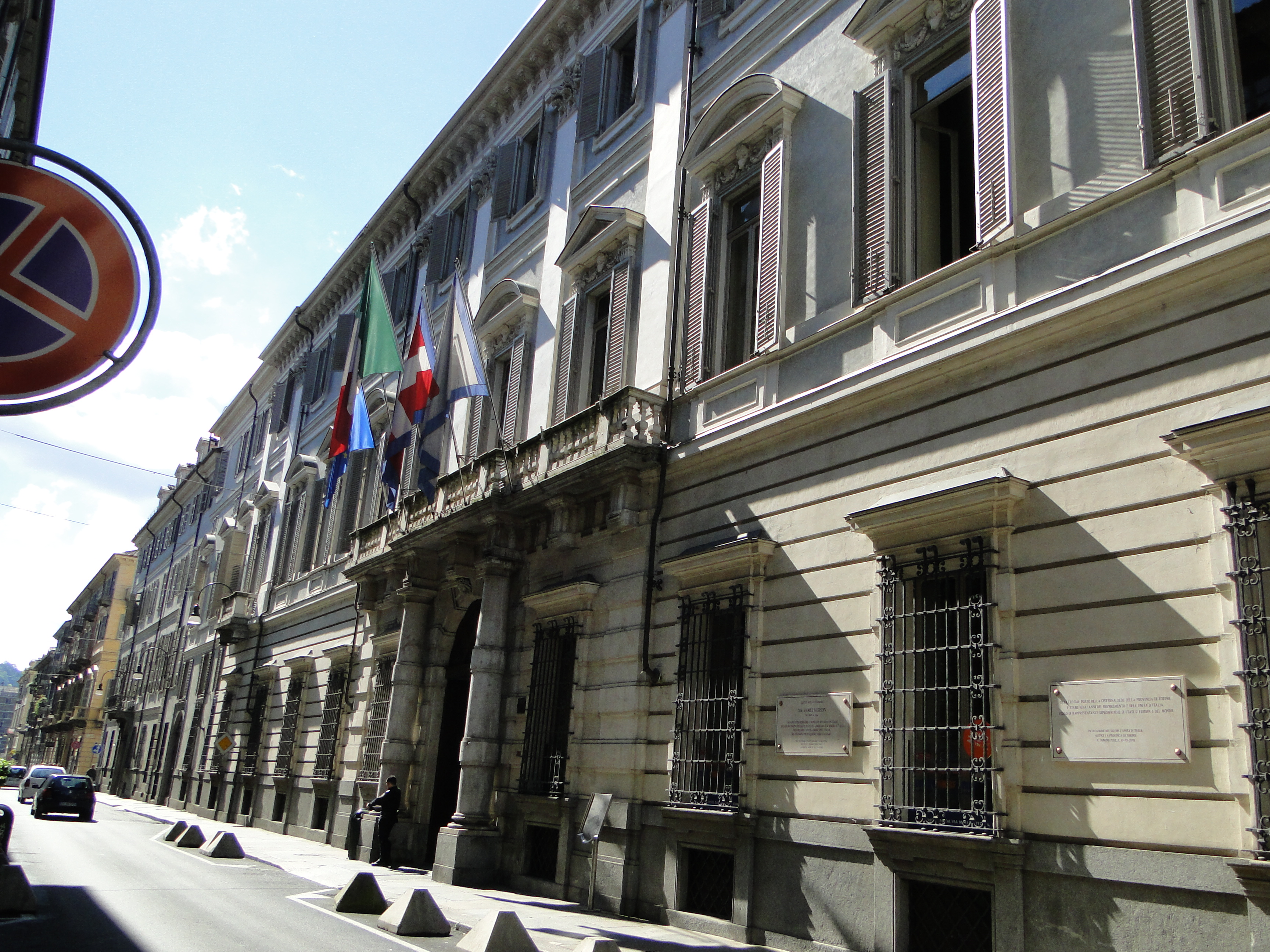
Het stadspaleis in Turijn van de familie dal Pozzo, waar Louise de Mérode stierf